# Золоті та срібні пам'ятні монети євро
В Єврозоні успадокавана давня традиція карбування срібних та золотих пам'ятних монет. На відміну від звичайних, пам'ятні монети євро не є законним платіжним засобом у всій Єврозоні, а діють лише в країні, де їх було випущено. Наприклад, Фінські €10 не можна використовувати в Нідерландах.
Не зважаючи на це, використання як платіжного засобу не передбачене, оскільки ціна металу набагато перевищує номінальну вартість монети. Однак є винятки, коли номінальна вартість монети збігається з ціною її металу.

## Список монет
Золоті та срібні пам'ятні монети євро карбують такі монетни двори:
| - Австрія - Бельгія - Кіпр - Фінляндія - Франція - Німеччина - Греція - Ірландія - Італія - Люксембург | - Мальта - Монако - Нідерланди - Португалія - Сан-Марино - Словаччина - Словенія - Іспанія - Ватикан |